# Anisonyx militaris
Anisonyx militaris är en skalbaggsart som beskrevs av Gilbert John Arrow 1932. Anisonyx militaris ingår i släktet Anisonyx och familjen Melolonthidae. Inga underarter finns listade i Catalogue of Life.